# The Masquerade Ball
The Masquerade Ball – ósmy album studyjny niemieckiego heavymetalowego gitarzysty Axela Rudiego Pella. Wydawnictwo zostało wydane 10 kwietnia 2000 roku nakładem wytwórni płytowej Steamhammer/SPV. Nagrania zostały zarejestrowane i zmiksowane między listopadem 1999 a lutym 2000 roku w RA.SH Studio w Gelsenkirchen we współpracy z Ulrichem Pösseltem. Mastering odbył się w Sterling Sound Studio w Nowym Jorku.
Jest to pierwsze nagranie Pella z udziałem nowego perkusisty Mikea Terrany. Album zajął 37. miejsce na niemieckiej liście przebojów. W 2017 roku został wznowiony na LP.

## Lista utworów
Opracowano na podstawie materiału źródłowego.
1. "The Arrival" (utwór instrumentalny) – 1:30
2. "Earls of Black" – 6:04
3. "Voodoo Nights" – 5:32
4. "Night and Rain" – 8:06
5. "The Masquerade Ball" – 10:40
6. "Tear Down the Walls" – 5:40
7. "The Line" – 7:39
8. "Hot Wheels" – 4:54
9. "The Temple of the King" – 7:42
10. "July Morning" (cover Uriah Heep) – 9:58

## Twórcy
Opracowano na podstawie materiału źródłowego.
| - Axel Rudi Pell – gitara, produkcja - Johnny Gioeli – śpiew - Ferdy Doernberg – instrumenty klawiszowe - Volker Krawczak – gitara basowa - Mike Terrana – perkusja | - Jan Löwenhaupt – dodatkowa inżynieria dźwięku - Helmut Philipps – dodatkowa inżynieria dźwięku - Volker Beushausen – zdjęcia - George Marino – mastering - Marc Klinnert – okładka - Ulli Pösselt – produkcja, inżynieria dźwięku, miksowanie |